# Ачіта (кратер)
Ачіта — великий кратер на Церері.
Кратер названий на честь нігерійського бога землеробства Ачіти. Кратер був знятий у рамках місії NASA "Dawn". Знімки показали, що Ачіта має на дні сліди втрати маси і є четвертим найстарішим кратером на Церері, який утворився 570 мільйонів років тому.